# Christian Brothers College
Le Christian Brothers College ( CBC ) est une école catholique privée située à Adélaïde en Australie-Méridionale. Elle a été fondée par un groupe de Frères Chrétiens irlandais en 1878, et c'est maintenant l'une des trois écoles de Frères Chrétiens de l'État.

## Elèves notables
- Anthony Byrne, député
- John Cahill, footballeur australien, intronisé au Temple de la renommée du football australien
- Kevin Crease, présentateur de nouvelles
- Louis D'Arrigo, joueur de football d'Adélaïde United
- CJ Dennis, poète
- David Fitzsimons, coureur olympique
- Michael Frederick, footballeur australien
- Joseph Peter Gardiner, député
- George Joseph, 69e lord-maire d'Adélaïde [2],[3]
- Chris Kenny, journaliste, auteur et animateur de télévision
- Stephan Knoll, ministre des Transports, de l'Infrastructure et des Gouvernements locaux d'Australie du Sud
- Aubrey Lewis, professeur
- Richard Marsland, animateur de radio/télévision
- Paul McGuire, diplomate [4]
- Tony Monopoly, chanteur
- John Perin, footballeur
- Benoît Samuel, comédien
- Xavier Samuel, acteur
- Paul Vasileff, fondateur de Paolo Sebastian
- Frank Walsh, 34e Premier ministre d'Australie-Méridionale